# 김주현 (1950년)
김주현(金住炫, 1950년 1월 29일(음력) ~ , 전남 광양)은 행정자치부 차관을 지낸 공무원이다. 본관은 김해(金海).

## 생애

### 학력
1968년에 서울고등학교를 졸업하였으며, 1973년 연세대학교 경영학과를 나왔다. 이후, 1983년에 미국 아이오와 대학교 대학원 행정학 석사 과정을 마치고, 1998년에는 중앙대학교 대학원 행정학 박사 과정을 마쳤다.

### 경력
1973년 행정고시에 합격하여 1974년부터 지방행정사무관 임용, 전남도청 농정국, 기획관리실에 근무하였으며, 1978년에는 내무부 지도과, 행정과에 근무하였고, 1986년에는 산림청에 근무하였다.
1986년 12월 24일부터 1988년 2월 10일까지 제29대 전라남도 구례군 군수를 지냈으며, 1989년 1월 13일부터 1989년 11월 6일까지 제34대 전라남도 무안군 군수를 지냈다. 1989년부터 내무부 행정과, 지도과, 교육훈련과장을 지냈으며, 1994년 내무부 연수원 교수과장을 역임, 1994년 5월 6일부터 1994년 12월 31일까지 제38대 전라남도 순천시장을 지냈고, 1995년부터 1999년 6월까지 전라남도 기획관리실장으로 지냈다. 1999년 6월에는 중앙공무원교육원 교수부 부장 교수부를 역임하였고, 1999년부터 2000년 1월까지 행정자치부 복무감사관을 지냈다. 2000년 1월에는 행정자치부 지방 재정세제국장을 역임하고, 2001년 4월에는 청와대 공직기강비서관을 역임했다. 2002년 7월19일부터 2003년 3월 2일에는 제18대 중앙공무원교육원장으로 재직하였다. 2003년 3월 3일부터 2004년 7월 19일까지는 제6대 행정자치부 차관을 지냈고, 2005년 한국지방행정연구원장, 2006년 대통령 소속 지방이양추진위원회 위원, 대통령자문 국가균형발전위원회 위원 등을 역임하고 현재는 독립기념관 관장으로 재임중이다. 바둑을 좋아한다.

## 수상 경력
홍조근정훈장과 연세대 상경대 동창회에서 수여하는 2003년 ‘자랑스런 연세상경인상’을 수상하였다.